# Halte de Gourland
Halte de Gourland vasútállomás Franciaországban, Guingamp településen.

## Vasútvonalak
Az állomást az alábbi vasútvonalak érintik:
- Guingamp-Paimpol-vasútvonal

## Kapcsolódó állomások
A vasútállomáshoz az alábbi állomások vannak a legközelebb:
- Gare de Guingamp (Gare de Guingamp, Guingamp-Paimpol-vasútvonal)
- Gare de Trégonneau - Squiffiec (Gare de Paimpol, Guingamp-Paimpol-vasútvonal)